# Harry Craddock
Pour les articles homonymes, voir Craddock.
Harry Craddock, né le 29 août 1876 et décédé le 25 janvier 1963, est un barman anglais devenu l'un des plus célèbres barmen des années 1920 et 1930. Il est principalement connu pour son passage au Hotel Savoy de Londres et pour son ouvrage, The Savoy Cocktail Book.

## Biographie
Né à Stroud, Gloucestershire, Craddock a emménagé aux États-Unis en 1897 où il a travaillé au Cleveland's Hollenden Hotel et aux Knickerbocker Hotel et Hoffman House de New York, devenant ainsi citoyen américain. Il quitte les États-Unis pendant la prohibition et navigue vers Liverpool avec son épouse et sa fille avant de se joindre à l'American Bar du Savoy Hotel de Londres, en 1920.
The Savoy Cocktail Book de Craddock, un recueil de 750 cocktails, est d'abord publié en 1930 et toujours imprimé à ce jour. Il est souvent cité pour avoir créé un nombre de cocktails classiques, dont le populaire Corpse Reviver no 2 et le White Lady.
Pendant son temps au Savoy, Craddock a cofondé l'United Kingdom Bartenders' Guild en 1934. In 1938, il passe au Dorchester Hotel puis au Browns Hotel, avant de se retirer en 1947. Il décède en 1963 et est enterré dans une fosse commune.